# Basinkomst i Japan

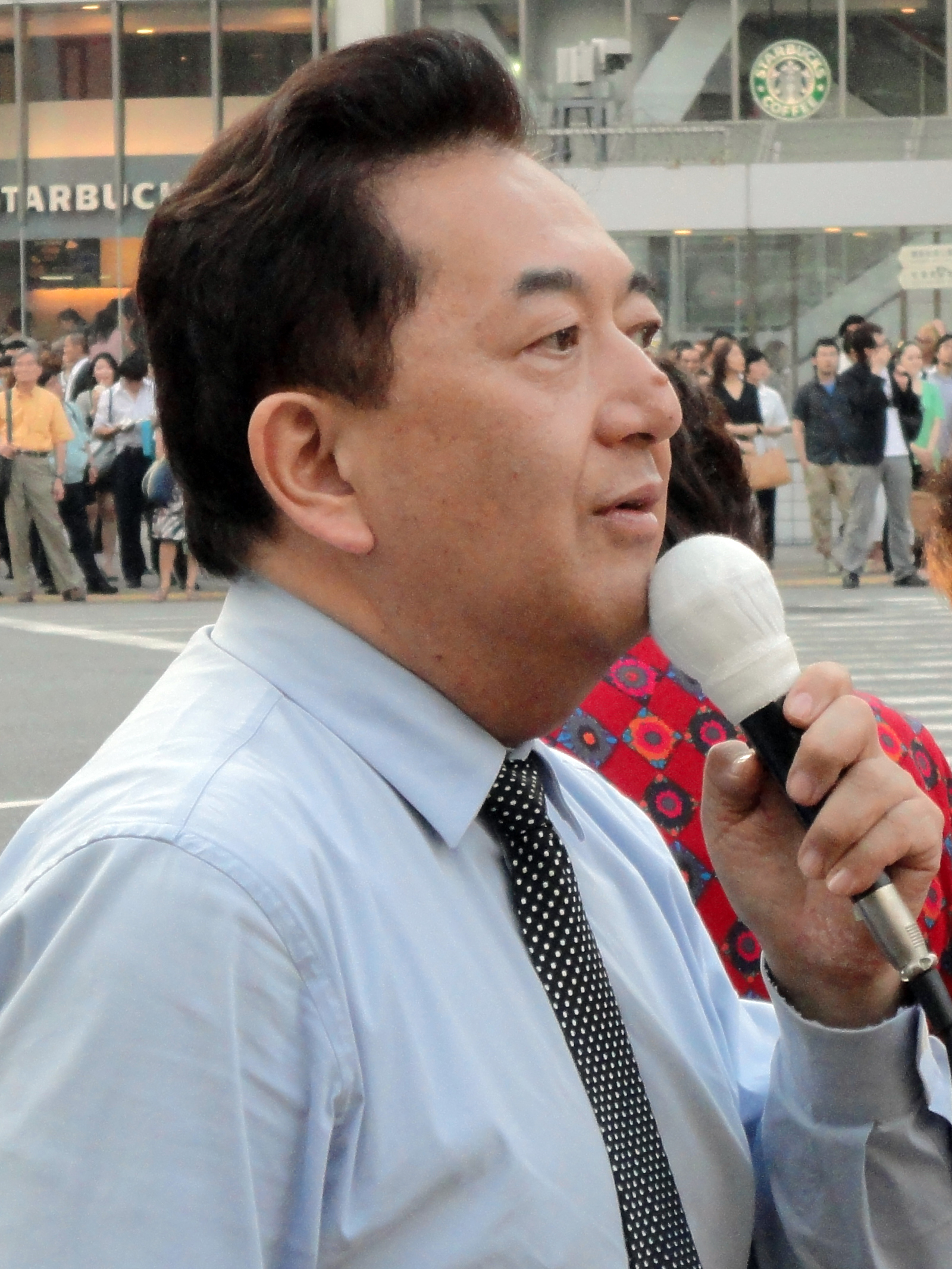
Yasuo Tanaka, partiledare för Nya Partiet Nippon som förespråkar basinkomst, håller tal i Tokyo, juni 2010.

Basinkomst, även kallat medborgarlön, har traditionellt sett inte varit någon stor fråga i Japan. Men från omkring 2007 har debatten ökat och enligt brittiska Metro överväger Japans regering någon variant av detta system, men i första hand inriktat mot fattiga. Det ökade intresset för idén har av forskare satts i samband med ökningen av fattigdom och social exklusion, framförallt efter år 2000. Två japanska partier har tagit ställning för idén, Nya Partiet Nippon och Japans Gröna, Midori no Tō. Bland de akademiska förespråkarna kan nämnas Toru Yamamori, professor vid Doshisha University, och Hayato Kobayashi, The Japan Society for the Promotion of Science).

## Historik

### Översiktlig historik
Under mellankrigstiden spreds basinkomst och liknande idéer till Japan genom översättningar av John Stuart Mill, Bertrand Russell och Major C.H. Douglas.
Efter andra världskriget byggde Japan, liksom många andra länder, upp ett socialförsäkringsinriktat trygghetssystem baserat på Beveridge report. Basen i socialförsäkringarna var pensionssystemet, arbetslöshetsförsäkringen och hälsoförsäkringen. Resten av trygghetssystemet utgjordes av ett selektivt socialbidrag, också det efter Beveridge modell.
Det skulle dock dröja ända till sekelskiftet år 2000 innan en seriös akademisk diskussion kom igång, med böcker och artiklar. Press, radio och TV började uppmärksamma frågan 2007 och 2008. Parallellt med den ökande debatten om renodlad basinkomst och negativ negativ inkomstskatt, har även skattereform, EITC, minimilöner och barnbidrag debatterats under senare år.

### Årtalshistorik
- 2002: Professor Shuji Ozawa, en marxistisk ekonom, publicerar landets första basinkomstbok med titeln "Welfare Society and Social Security Reform: New horizon of Basic Income". Boken baserar sig huvudsakligen på André Gorz teorier och på Tony Fitzpatricks syntes av debattens olika riktningar.[4]

- 2008: Japanese Association for Feminist Economics har sin årliga konferens och temat är "en feministisk väg mot grundinkomst"..[5]
- 2009: Demokratiska Partiet, landets största oppositionspartiet, organiserar ett möte om basinkomst och 40 riksdagspolitiker medverkar. Nya Partiet Nippon antar basinkomst i sitt manifest.[5]